# Louise Field
Louise Field (* 25. Februar 1967) ist eine ehemalige australische Tennisspielerin.

## Karriere
In ihrer Tennislaufbahn gewann sie zwei Doppeltitel auf der WTA Tour sowie vier Einzel- und sieben Doppeltitel auf ITF-Turnieren.
An der Seite von Simon Youl stand sie 1990 im Mixed-Halbfinale der French Open, das sie gegen die Paarung Danie Visser / Nicole Provis mit 5:7 und 4:6 verloren.

## Turniersiege

### Doppel
| Nr. | Datum              | Turnier | Kategorie   | Belag           | Partnerin          | Finalgegnerinnen               | Ergebnis         |
| --- | ------------------ | ------- | ----------- | --------------- | ------------------ | ------------------------------ | ---------------- |
| 1.  | 26. Mai 1990       | Genf    | WTA Tier IV | Sand            | Dinky Van Rensburg | Elise Burgin Betsy Nagelsen    | 5:7, 7:6, 7:5    |
| 2.  | 29. September 1990 | Bayonne | WTA Tier V  | Teppich (Halle) | Catherine Tanvier  | Jo-Anne Faull Rachel McQuillan | 7:63, 6:75, 7:65 |